# Schall und Rauch (Schallplattenreihe)
Schall und Rauch war eine Reihe von Musik- und Sprech-Schallplatten der Firma Teldec in den 1960er Jahren.

## Inhalt
Von 1965 bis 1967 erschienen unter dem Label Telefunken eine Reihe von Schallplatten mit Chansons und Texten aus der Zeit von etwa 1900 bis 1935, meist in späteren Interpretationen.
Der Name wurde von dem Kabarett Schall und Rauch von 1901/1903 (und möglicherweise auch von  1919/1921) übernommen, die meisten Aufnahmen hatten allerdings keinen Bezug zu diesen (Ausnahme Ganz Madrid steht unter Wasser).
Die Schallplatten hatten entweder das Format 17 cm oder 30 cm.
Einige Titel wurden später in der Reihe Wort und Stimme wiederveröffentlicht.

## Einzelne Schallplatten
Diese Aufzählung ist wahrscheinlich vollständig. Die Aufnahmen enthalten keine Jahresangaben.
1. Seitensprünge nach Noten – Schauspieler singen Chansons mit O. E. Hasse, Hildegard Knef, Hilde Krahl u. a.
2. Ganz Madrid steht unter Wasser, Theaterparodien von Max Reinhardt: Don Carlos an der Schmiere und Das Regiekollegium mit Theo Lingen, Erni Mangold, Heinz Reincke u. a. (spätere Aufnahme von Texten und Liedern des Kabaretts Schall und Rauch von 1901–1902)
3. Das Düsseldorfer Kom(m)ödchen – Hast du zur Nacht gebetet Ludwig?
4. Kurd E. Heyne, Die Nachrichter – Gib her den Speer, Penelope! (Aufnahmen von 1931–1935)
5. Carl Raddatz singt Carl Michael Bellman – Weile an dieser Quelle
6. Martin Held liest Alfred Kerr – Berlinisches
7. Marlene Dietrich und Curt Bois – Ich mache alles mit den Beinen
8. Isa Vermehren – Das Mädchen mit der Knautschkommode: Erinnerung an Isa Vermehren
9. Karl Schönböck – Für Hochwohlgeborene
10. Greta Keller und Peter Igelhoff – Aus dem Tagebuch der Dame (Chanson-Reminiszenzen)
11. Robert T. Odeman – Ganz unter uns (Altes und Neues von und mit Robert T. Odeman)
12. Heinz Reincke – Große Häfen, kleine Mädchen (Heinz Reincke singt Salzwasser-Chansons)
13. Das Düsseldorfer Kom(m)ödchen – Prost Wahlzeit (Original Mitschnitt vom 13. Februar 1965)
14. Still im Aug' erglänzt die Träne (Lieder, die zu Herzen gehen) mit Berta Drews, Erwin Linder, Ludwig Linkmann u. a.
15. Wolfgang Müller – Reklame Muss Sein! (Aufnahmen vom 11. März 1957 und  Berliner Waldbühne 3. August 1954)
16. Felix Rexhausen – Deutschland deine Redner (Aufnahmen Januar und März 1966 in Hamburg) mit Walter Klam, Hans Lietzau, Otto Kurth, Otto Bolesch u. a.
17. Friedrich Meyer – In diesem Sinn ihr Knigge II, Texte Herrmann Mostar mit Martin Held, Hannelore Schroth u. a.
18. Willy Reichert – Willst du alt werden... (Willy Reichert gibt Rezepte mit Chansons) (Aufnahmen Juli 1966 in Stuttgart)
19. Curt Bois – Sprechen sie sich aus mit Peter Kreuder mit seinem Orchester  (Aufnahmen 1930 in Berlin)
20. Pikanterien in Plüsch (Chansons um 1900) mit Manfred Steffen, Martin Held, Elfriede Ott, Karl John u. a.
21. Es lag in der Luft (Chansons der 20er Jahre) (Decca) mit Hannelore Schroth, Ursula Sieg, Karl John, Reiner Brönneke,  Joana Maria Gorvin, Viktor de Kowa u. a.